# Cerkiew Szymona Słupnika w Kostarowcach
Cerkiew Szymona Słupnika w Kostarowcach – dawna filialna cerkiew greckokatolicka, zbudowana w 1872 w Kostarowcach.
Cerkiew w latach 1946–2013 użytkowana była jako rzymskokatolicki kościół filialny Narodzenia Najświętszej Maryi Panny parafii w Strachocinie. Od 2013 jest samodzielną parafią Narodzenia Najświętszej Maryi Panny w Kostarowcach.
Obiekt wpisany w 1996 do rejestru zabytków.

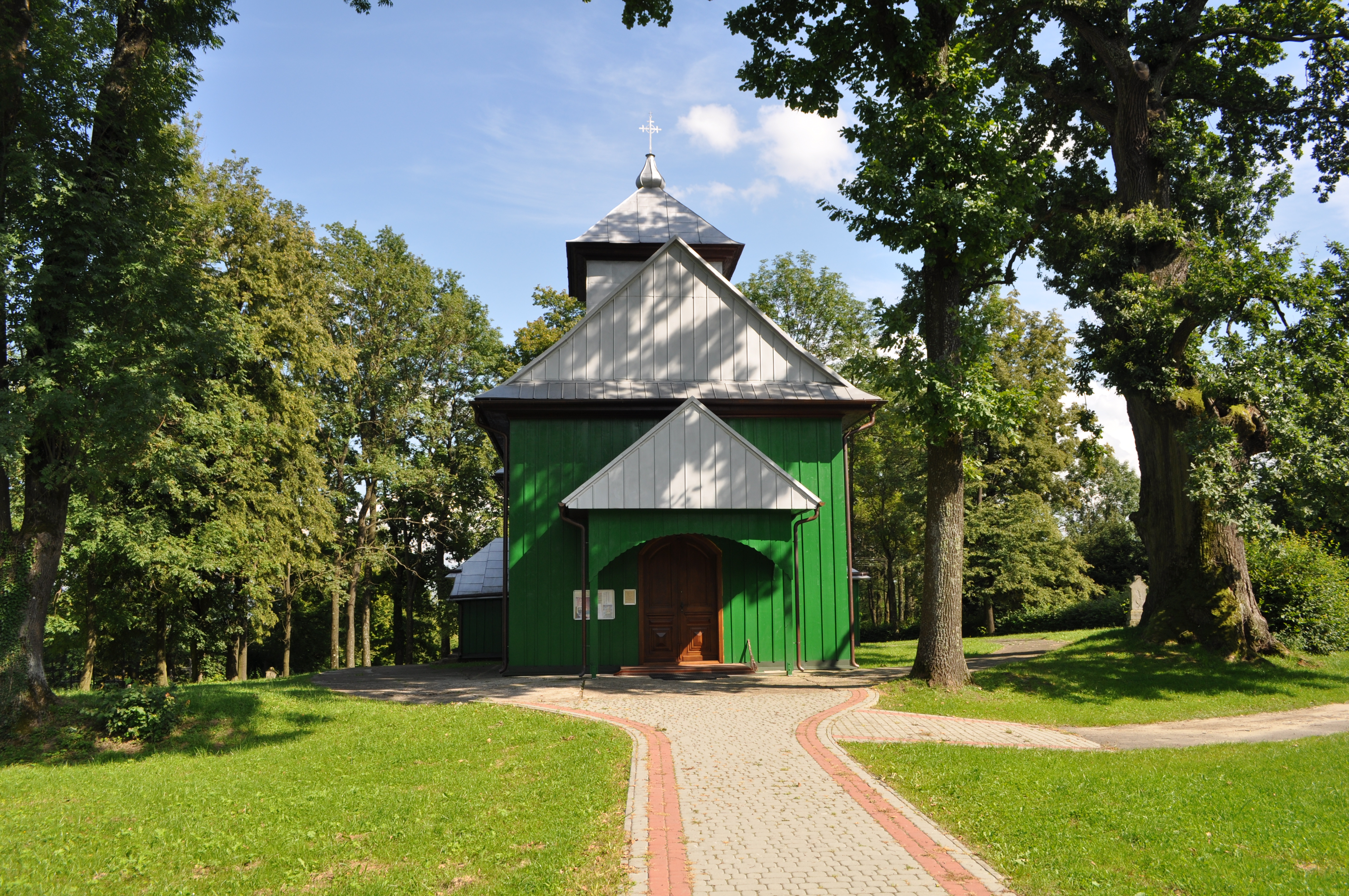
Elewacja Frontowa
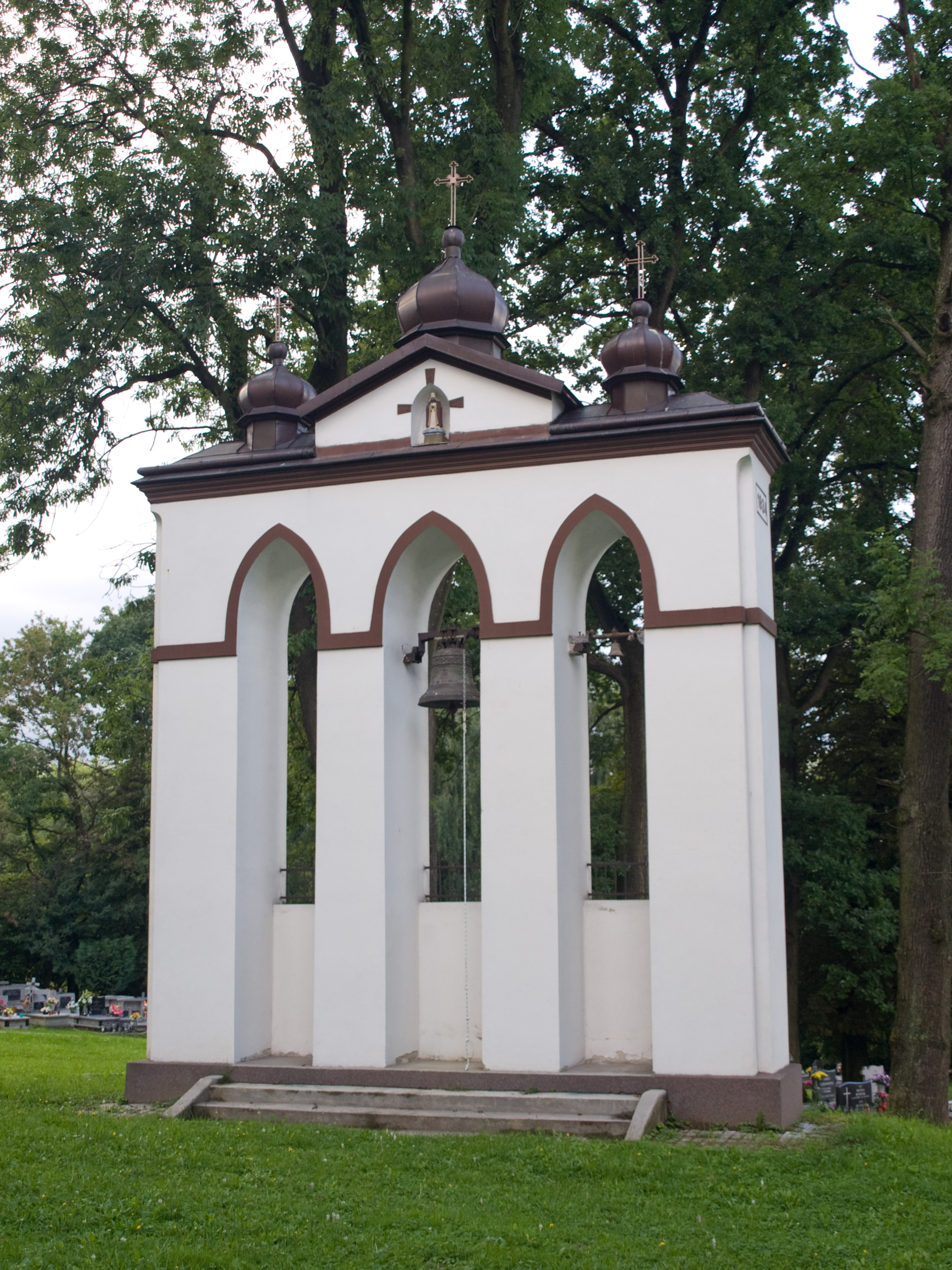
Dzwonnica
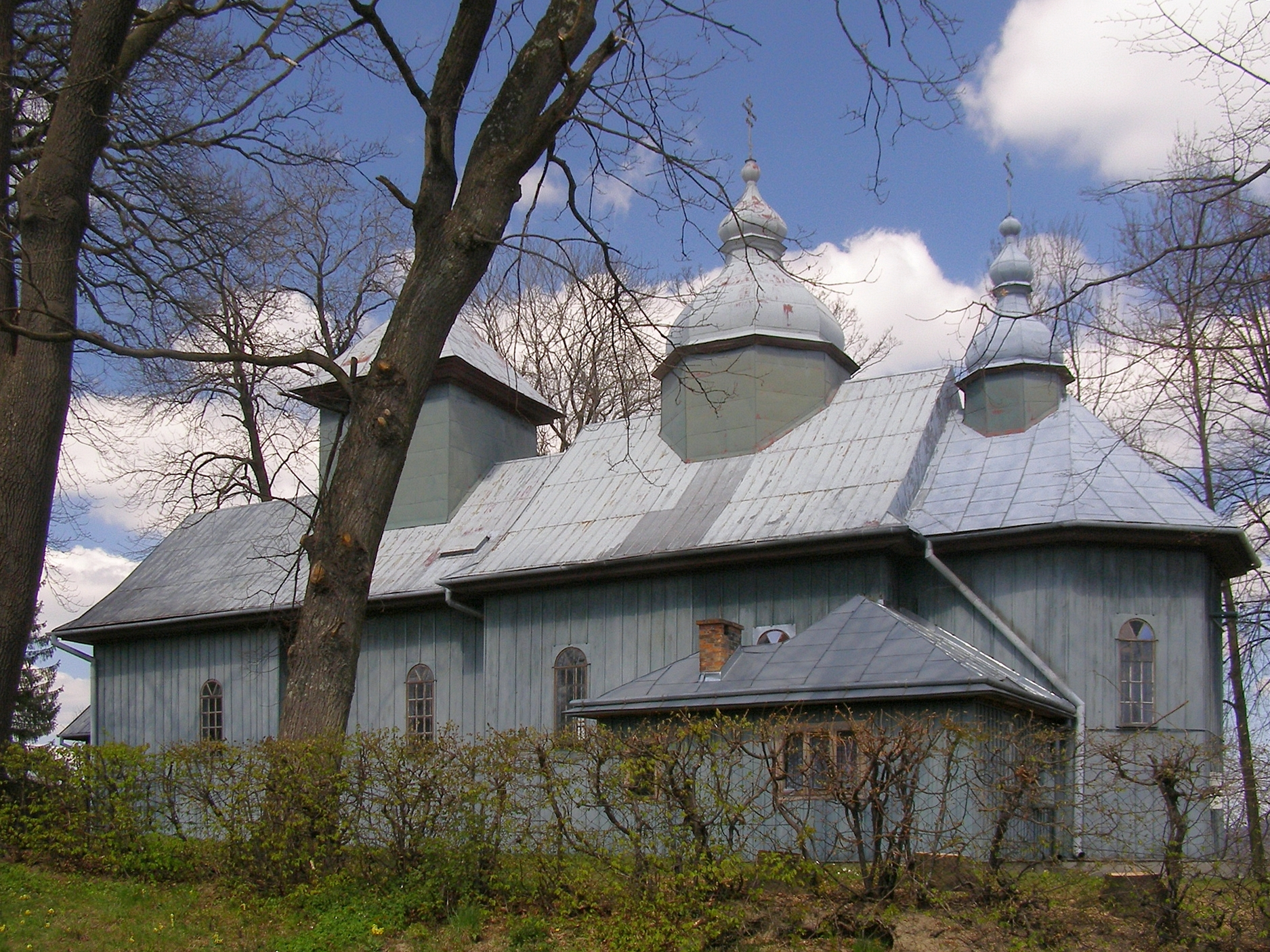
Elewacja południowa (2007)